# MySims
My Sims es un videojuego de simulación de vida desarrollado por Electronic Arts Redwood Shores y publicado por Electronic Arts como un spin-off de la franquicia The Sims para las videoconsolas Nintendo DS y Wii en 2007, y posteriormente para Microsoft Windows y telefonía móvil en 2008.
El objetivo del juego es devolver la vida a un pueblo turístico. El jugador debe crear un personaje que lo arregle y ayude a todos los habitantes. Cada vez que se suba de nivel vienen más turistas y personajes.

## Modo de juego
En una nueva partida, el jugador entra en la creación de un sim. Posteriormente se puede cambiar usando el armario. Después entrará en la historia del juego. Obligatoriamente tiene que seguirla para después jugar un poco más libremente.
El objetivo del juego consta de que el sim especial visita una ciudad que hace un tiempo, era una ciudad llena de vida, pero cuando el sim especial anterior se fue, la ciudad decayó y casi todos sus habitantes se mudaron para otros lados, solamente quedando algunos cuantos, por lo que ahora el nuevo sim especial tendrá la misión de revivir esta ciudad, así que tiene que atraer a nuevos sims, pero para esto, se debe de ayudar y complacer las necesidades de los sims que viven en la ciudad, construyéndole casas nuevas y dándoles muebles u objetos que piden, de acuerdo a sus preferencias, mientras más sims complacidos estén, más nuevos sims vendrán a la ciudad para habitarla y también se le deben complacer sus necesidades.
Al final, el jugador debe alcanzar que la ciudad tenga el rango de 5 estrellas; cada estrella se consigue como se mencionó anteriormente, complaciendo a los sims que viven en la ciudad.
Al igual que las versiones anteriores, el jugador puede decidir el sexo de su personaje sim, si es chica o chico, también puede decidir el tipo de ojos, boca, corte de cabello, color de piel, su ropa y su tono de voz.
Las esencias son parte primordial en el juego; Al construir una casa u objetos, para pintarlos, se usan las esencias que son cosas (frutas, animales, objetos, etc.), cada esencia tiene 4 colores y cada esencia tiene uno de los 6 tipos ya descritos (Monos, Siniestros, Frikis, etc.), por lo que es importante que al crear las casas u objetos a los sims, se debe tener en cuenta que preferencia tienen. También las esencias se pueden usar para los diseños en los objetos
Para conseguir esencias, se deben buscar en todo el escenario, ya sea en árboles, de pesca, en cuevas o escondidas, y también interactuando con otros sims.
Los Objetos y casas se diseñan a través de bloques, al estilo de los bloques Lego, por lo que se le puede diseñar, por ejemplo, televisiones chicos o grandes, con marcos o diseños bastante curiosos, pero cubriendo los bloques principales para tener el objeto básico, en este caso, la pantalla de la TV, pero para diseñar cierto objeto, se debe tener los planos, los cuales, serán dados por los sims al ser asignados una tarea de ellos o ser sus mejores amigos.
También el jugador tendrá su casa y podrá tener los objetos que desee, ya que aquí no se maneja dinero, pero dependiendo que preferencia tenga el jugador, se verá reflejada un poco en la ciudad.
My sims continua con la fórmula del sims original, pero dejando de lado las nociones básicas como dormir, comer, bañarse, siendo ahora actos opcionales, además también de otros actos como bailar, cantar, hacer un pícnic, etc. El juego mantiene las interacciones y relaciones entre otros sims, pero ahora que hay preferencias, se notara las relaciones buenas como malas, ya que cada sim además de tener una preferencia que le agrada, tiene una que no le agrada, así que un sim se llevará bien con sims que sean de sus mismos gustos, pero actuara mal con sims que tengan sus gustos contrarios, aún que el jugador no tendrá problemas ya que, este puede decidir si llevarse bien o mal con otros sims.
Los sims que llegan a la ciudad pueden ser sims residenciales o sims comerciales, los comerciales asignaran tareas para que su negocio prospere, y los sims residenciales pedirán objetos para sus necesidades, al ser mejores amigos, los comerciales darán una pieza de su vestimenta para que el sim del jugador lo pueda usar, mientras que el sim residencial dará un plano de un objeto pero editado por ese sim.
El diseño del juego es muy colorido con un toque infantil, además de que el diseño de los sims ya no es realista como en la saga original, sino más bien, estilo anime, más exactos, estilo chibi: carismáticos, de expresiones divertidas, cuerpos pequeños, cabezas grandes, ojos grandes. La música es sencilla pero muy bien detallada.

## Otros juegos de MySims
My Sims fue la primera de esta saga, después:
- MySims Kingdom
- MySims Party
- MySims Racing
- MySims Agents
- MySims SkyHeroes

## Curiosidades
Aunque es un spin-off de la original, las preferencias de los sims y la modificación de su tono de voz fueron usadas para Los Sims 3.
EA quería que esta saga tuviese éxito en Japón -la original no lo tuvo demasiado- y la hicieron estilo anime. En un comentario se dijo que juegos como Mario llamaban mucho la atención por su diseño.
La versión PC tenía modo de juego en línea, sin embargo los servidores cerraron el 26/11/2011.